# Kahren Rondón
Kahren Rondon Pérez (Cali, 9 de febrero de 1987) es una presentadora de televisión, líder de opinión y empresaria de moda colombiana. Presentadora y anfitriona del Reality Show Aguja de Oro emitido por Telepacífico, presentadora del programa NGX Fashion show y eventos especializados en Moda.

## Biografía
Kahren Rondon es presentadora de Televisión, Líder de Opinión y Empresaria de Moda. Presentadora y anfitriona del Reality Show Aguja de Oro, presentadora del programa NGX Fashion show y eventos especializados en Moda. Estudió Administración de Empresas y Mercadeo Global en la ciudad de Tampa y ha dedicado su vida profesional a la aplicación de sus carreras a la Industria de la Moda en Colombia y Estados Unidos. Es maestra en Estrategia Empresarial de Moda en diferentes institutos, academias y en su propia plataforma académica.
Participa activamente en fundaciones que apoyan a la comunidad a través de la moda y a Empresarios emergentes del sector textil.